# Semih Saygıner

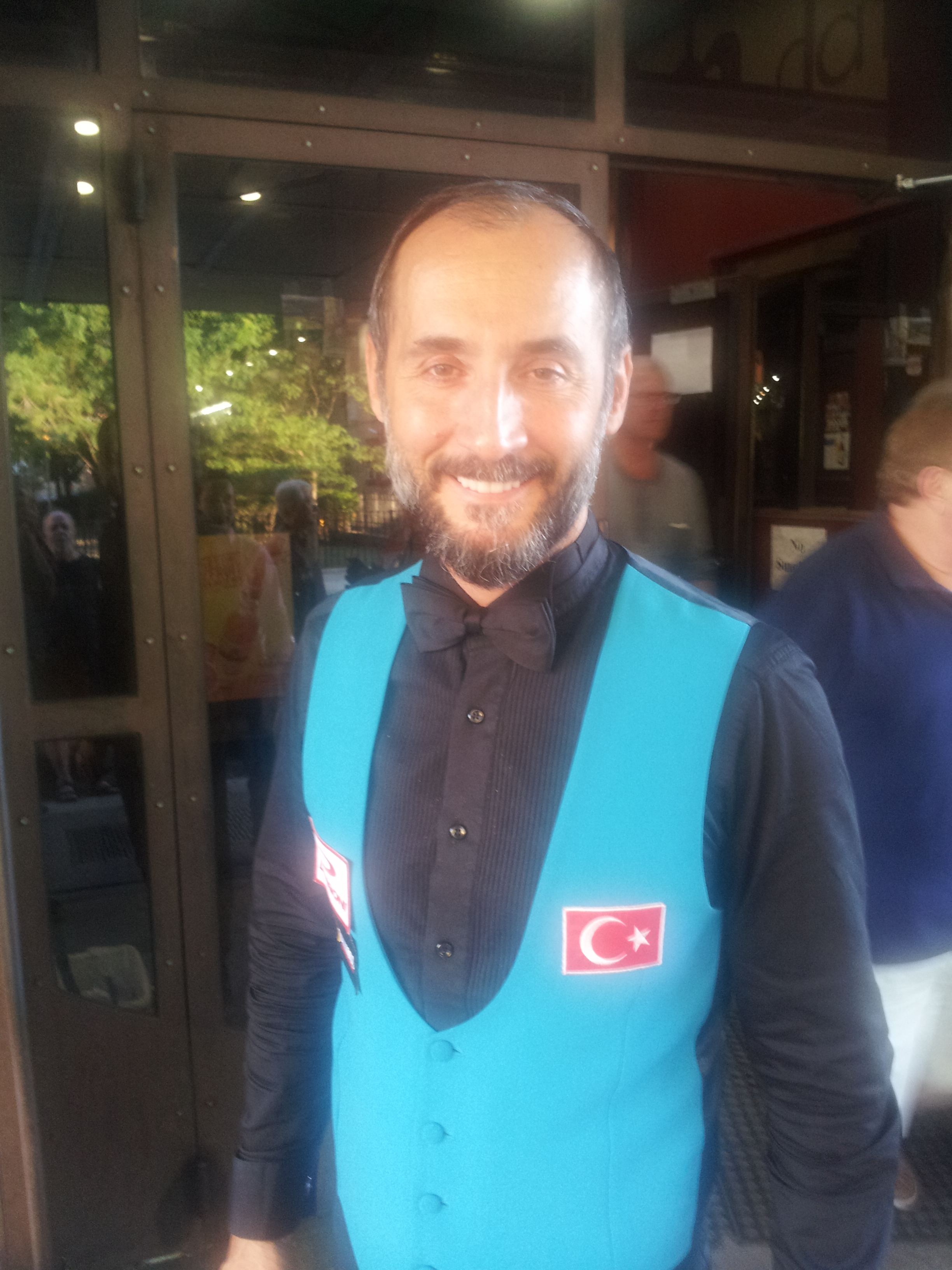
Semih Saygıner at the 2016 Verhoeven Open in New York

Semih Saygıner (Adapazarı, 12 november 1964) is een Turkse carambolebiljarter. Hij is gespecialiseerd in driebanden en kunststoten. Zijn bijnamen zijn Mr. Magic en De Turkse Prins onder andere wegens zijn fraaie kunststoten met een zeer hoge moeilijkheidsgraad.
Saygıner is het vijfde kind van 6 broers en zusters. Zijn ouders overleden in een verkeerongeluk toen hij 14 was. Hij begon daarna te biljarten. Hij kon goed leren op school maar verliet de school uit aanhoudend verdriet over de dood van zijn ouders. Hij concentreerde zich toen op biljarten. Een jaar later won hij zijn eerste Turkse titel.
Hij won in 1999 het Europees kampioenschap driebanden door in de finale de Deen Dion Nelin te verslaan. Een jaar later verloor hij de titel aan Dani Sánchez. Hij was de eerste Turk die het toernooi won. Vijf jaar later won zijn landgenoot Murat Naci Çoklu het toernooi.
Hij won in 2003 het Wereldkampioenschap driebanden door in de finale de Griek Filipos Kasidokostas te verslaan. Hij is de enige Turk die het toernooi ooit gewonnen heeft. In hetzelfde jaar won hij het wereldbeker driebanden van de BWA door Dick Jaspers te verslaan.
Zijn prestaties in de Sang Lee International zijn uitstekend met een tweede plaats in 2005 en derde plaatsen in 2006 en 2007.
Saygıner deelt met de Colombiaan Hugo Patiño het wereldrecord voor de hoogste serie in het driebanden, namelijk 31 (officieus, het officiële record staat op 28). Zijn hoogste partijgemiddelde in een partij over 40 punten is 5,000 (8 beurten). Hij is getrouwd met de Turkse biljartkampioene Aygen Berk Saygıner.